# Vivian Langrish
Vivian Langrish (* März 1894 in Bristol; † 21. Mai 1980) war ein englischer Pianist und Musikpädagoge.

## Leben
Langrish hatte Klavierunterricht bei W. E. Fowler und bei Tobias Matthay. Er wirkte als Professor an der Royal Academy of Music in London und war 25 Jahre lang Lehrer an Matthays Klavierschule. 
Er trat international als Konzertpianist unter Dirigenten wie Henry Wood und Adrian Boult auf und arbeitete im Duo mit dem Pianisten Egerton Tidmarsh. Greville Cooke widmete ihm das Klavierstück Reef’s End.
Langrish veröffentlichte Arrangements von Kompositionen für zwei Klaviere.